# مارتا کریستن

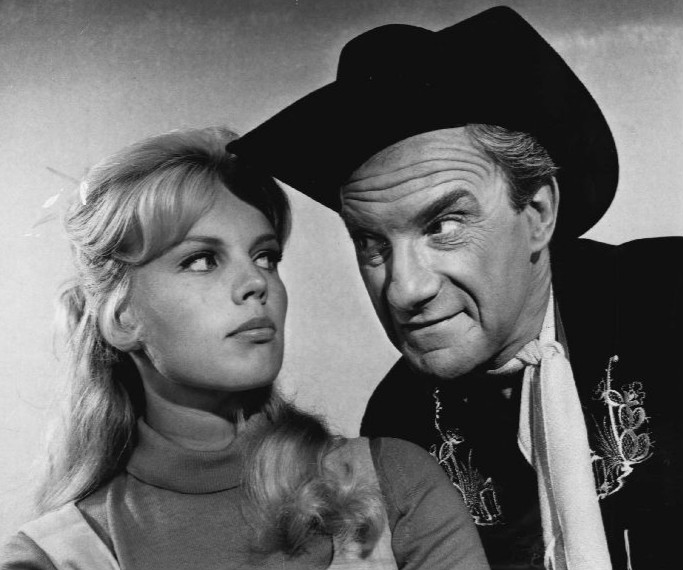

مارتا کریستن (انگلیسی: Marta Kristen؛ زادهٔ ۲۶ فوریهٔ ۱۹۴۵) یک هنرپیشه اهل ایالات متحده آمریکا است. وی از سال ۱۹۶۰ میلادی تاکنون مشغول فعالیت بوده‌است.

## بخشی از فیلمشناسی
از فیلم‌ها یا برنامه‌های تلویزیونی که وی در آن نقش داشته‌است می‌توان به آثار زیر اشاره کرد.
- گمشده در فضا